# 奄美パーク
奄美パーク（あまみパーク）は、奄美市にある奄美群島の観光拠点施設である。

## 概要
2001年9月30日に、旧奄美空港跡地にて開園。設置者は、鹿児島県である。入園者数は、2016年1月に200万人を達成した。園長は元NHKアナウンサーの宮崎緑（「田中一村記念美術館」館長と兼任）。
園内は「奄美の郷」と「田中一村記念美術館」に分かれている。
園内の入場は無料で、有料ゾーンを観覧する際にチケットを購入する。
「奄美の郷」には、『総合展示ホール』、『奄美シアター』、『アイランドインフォメーション』があり、『総合展示ホール』、『奄美シアター』は有料、『アイランドインフォメーション』は無料である。
屋内イベント広場では、島唄その他の様々なジャンルのグループによるライブや講演が行われており、そのほとんどが入場無料である。

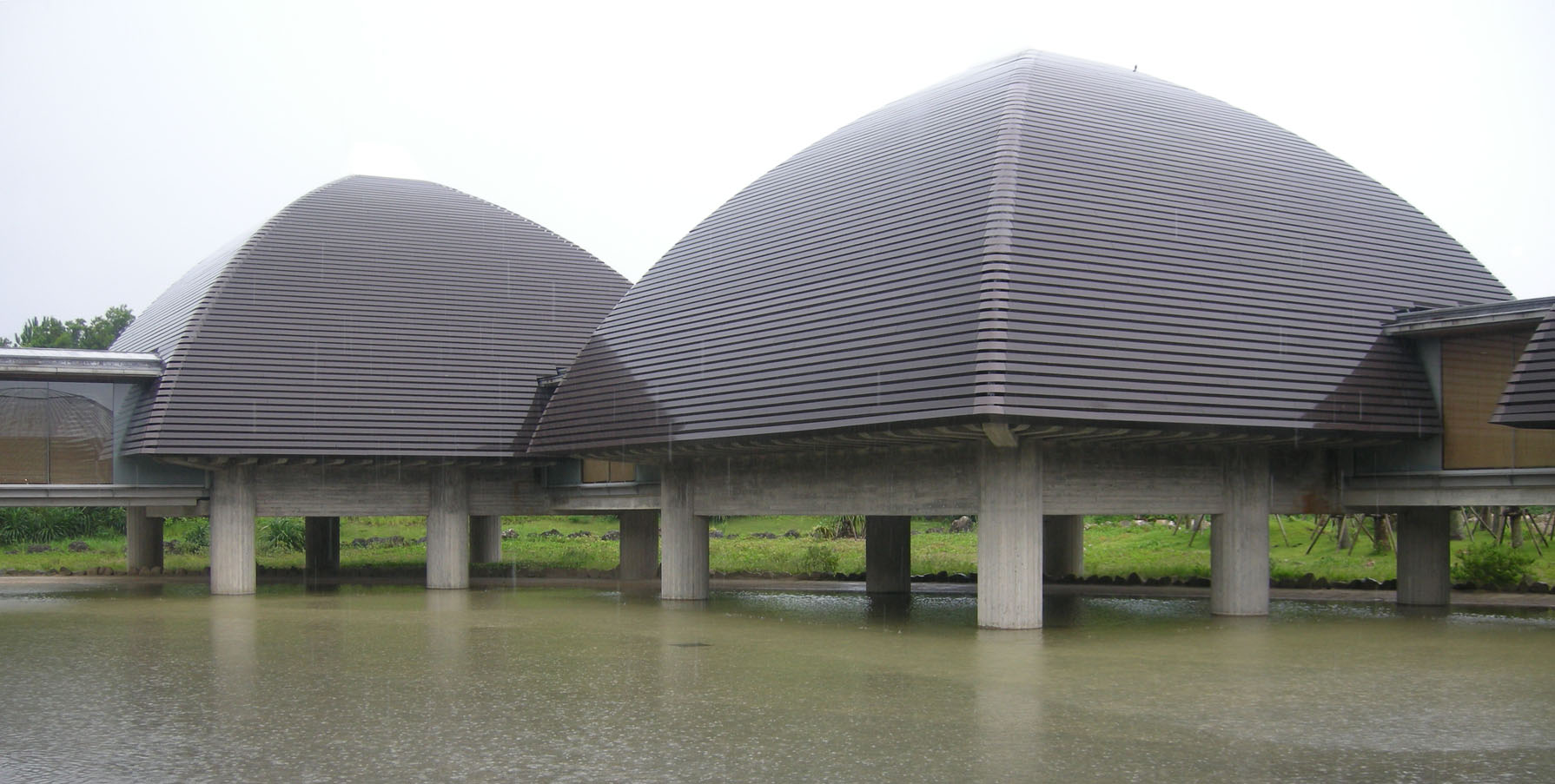
田中一村記念美術館

「田中一村記念美術館」は、1958年から1977年の死去まで、奄美で暮らしていた画家の田中一村の作品のうち約450点ほどを所蔵し、約80点ほどずつ年四回入れ替えで展示している。
田中一村の作品を展示している常設展示室は、有料である。その他の『ガイダンス室』、『図書資料室』、『企画展示室』は無料である。
また、企画展示室では奄美ゆかりの画家のほか様々な作家の作品を展示した企画展も随時行われている。

## 所在地
住所
- 鹿児島県奄美市笠利町節田1834[1]

アクセス
- 道の島交通奄美空港線『奄美パーク』バス停下車